# Campionato italiano maschile di pallanuoto 1901
Il campionato italiano 1901 è stata la 1ª edizione del campionato italiano maschile di pallanuoto, ma non viene ufficialmente riconosciuto dalla Federazione Italiana Nuoto. Il torneo, organizzato dalla Federazione Italiana di Nuoto Rari Nantes, fu giocato alle Acque Albule di Tivoli e fu vinto dalla Rari Nantes Roma per mancanza di avversari. L'evento, pur non essendo segnato da nessuna partita di pallanuoto, segnò l'inizio della diffusione dello sport in Italia, comparendo sui giornali sportivi in tutta la penisola. Tribuna Sport il giorno stesso scrisse:
(Tribuna Sport, 8 settembre 1901)

## Storia

### Antefatti

Una partita di pallanuoto a Tivoli

Tra la fine dell'Ottocento e l'inizio del Novecento Roma, e più in generale il Lazio, ricoprirono un ruolo fondamentale nello sviluppo delle attività natatorie in Italia; nella Capitale viene fondata nel 1899 da Romano Guerra la prima società esclusivamente natatoria, la Società Romana di Nuoto, seguita nel 1901 dalla Rari Nantes Roma di Achille Santoni. Teatro principale delle prime manifestazioni natatorie fu il Tevere, che ospitava le sedi delle prime società romane. Nello stesso periodo prende piede anche lo stabilimento delle Acque Albule di Tivoli, a pochi chilometri da Roma, che dopo la riapertura nel 1879 diventa la prima piscina con accezione moderna.
Il 23 giugno 1900 Roma ebbe il primo contatto con la pallanuoto quando si disputò al laghetto di Villa Borghese una partita dimostrativa; l'evento venne annunciato da Il Messaggero, che il giorno stesso scrisse:
(Il Messaggero, 23 giugno 1900)
Così prese il via il nuovo sport nell'ambiente capitolino, che successivamente si spostò dal laghetto di Villa Borghese alle piscine delle Acque Albule dove si giocava due volte alla settimana.

## Classifica
|  | Pos. | Squadra          | Pt | G | V | N | P | GF | GS | DR |
|  | ---- | ---------------- | -- | - | - | - | - | -- | -- | -- |
|  | 1.   | Rari Nantes Roma | 0  | 0 | 0 | 0 | 0 | 0  | 0  | 0  |

### Verdetti
- Rari Nantes Roma Campione d'Italia 1901